# Tafaia difficilis
Tafaia difficilis är en skalbaggsart som beskrevs av Jan Krikken 1971. Tafaia difficilis ingår i släktet Tafaia och familjen Cetoniidae. Inga underarter finns listade i Catalogue of Life.